# Nyék
Nyék ([ˈɲeːk]) est un quartier de Budapest situé dans le 2e arrondissement. 